# Protohermes
Protohermes är ett släkte av insekter. Protohermes ingår i familjen Corydalidae.

## Bildgalleri

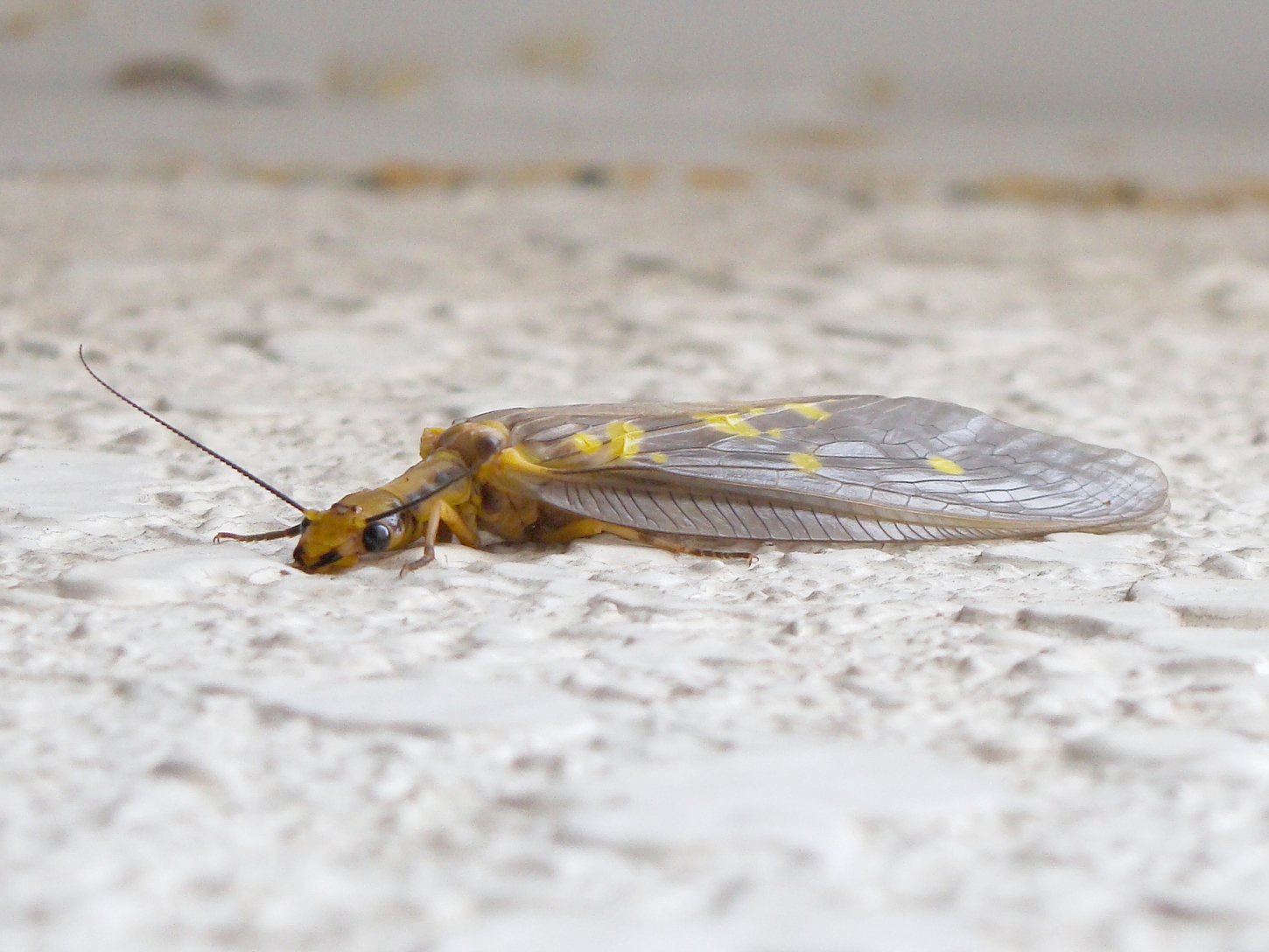
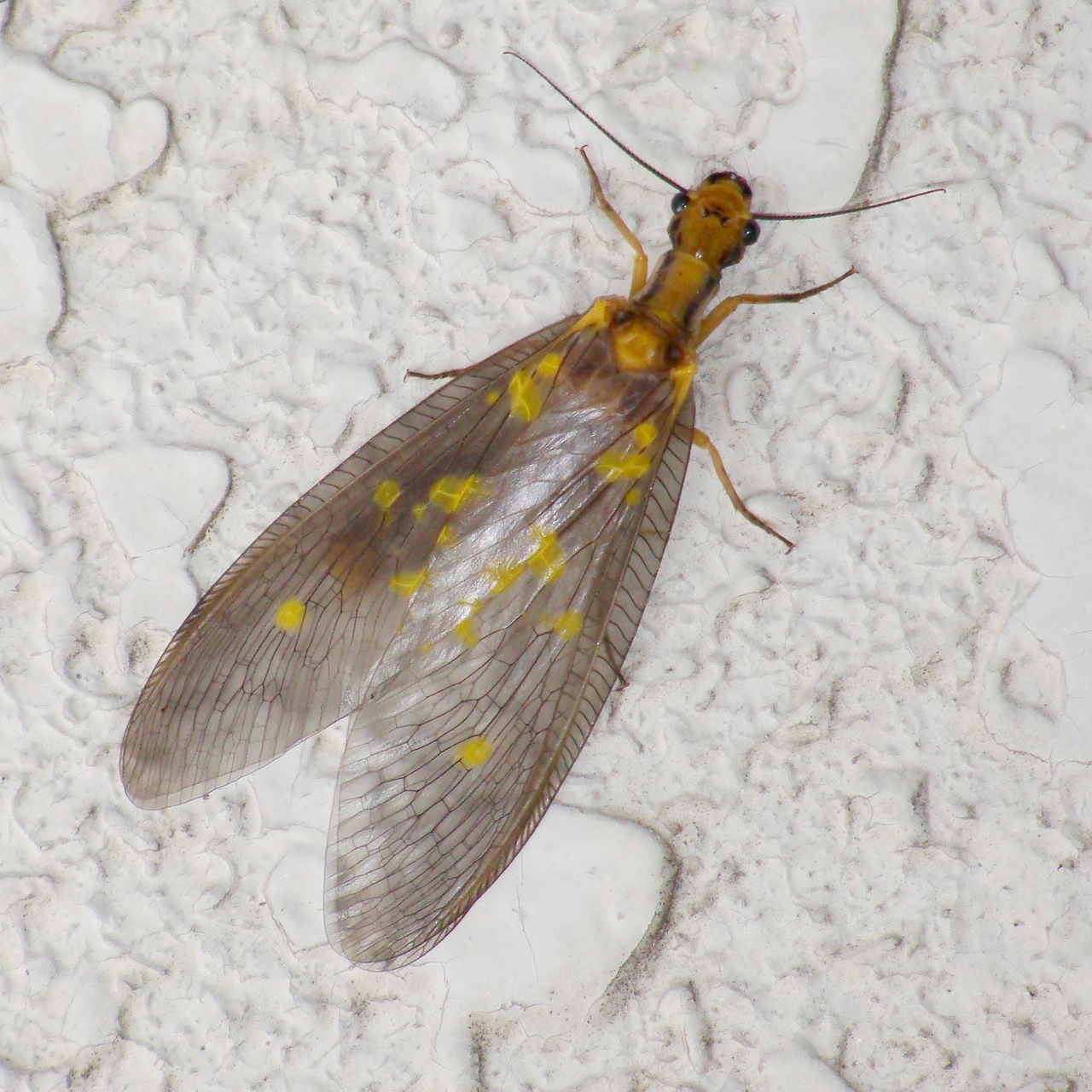

## Dottertaxa tillProtohermes, i alfabetisk ordning[1]
- Protohermes albipennis
- Protohermes arunachalensis
- Protohermes assamensis
- Protohermes axillatus
- Protohermes basiflavus
- Protohermes bellulus
- Protohermes cangyuanensis
- Protohermes cavaleriei
- Protohermes changninganus
- Protohermes concolorus
- Protohermes costalis
- Protohermes davidi
- Protohermes decemmaculatus
- Protohermes decolor
- Protohermes dichrous
- Protohermes dimaculatus
- Protohermes festivus
- Protohermes flavipennis
- Protohermes fruhstorferi
- Protohermes fujianensis
- Protohermes grandis
- Protohermes griseus
- Protohermes guangxiensis
- Protohermes gutianensis
- Protohermes hainanensis
- Protohermes horni
- Protohermes hubeiensis
- Protohermes hunanensis
- Protohermes immaculatus
- Protohermes infectus
- Protohermes latus
- Protohermes montanus
- Protohermes motuoensis
- Protohermes niger
- Protohermes parcus
- Protohermes rubidus
- Protohermes sichuanensis
- Protohermes similis
- Protohermes sinensis
- Protohermes striatulus
- Protohermes subnubilus
- Protohermes tengchongensis
- Protohermes uniformis
- Protohermes walkeri
- Protohermes weelei
- Protohermes vitalisi
- Protohermes xanthodes
- Protohermes xingshanensis
- Protohermes yunnanensis